# Aiko Uemura
Aiko Uemura (jap. 上村 愛子, Uemura Aiko; * 9. Dezember 1979 in Itami, Präfektur Hyōgo) ist eine ehemalige japanische Freestyle-Skierin. Sie war auf die Disziplinen Moguls und Dual Moguls (Buckelpiste) spezialisiert und gehört mit zwei Weltmeistertiteln zu den weltweit erfolgreichsten Athletinnen. Sie startete für die Betriebsmannschaft ihres Arbeitgebers, dem in Nagano ansässigen Bauunternehmen Kitano Kensetsu.

## Biografie
Uemura wuchs im Wintersportort Hakuba bei Nagano auf, wo sie das Skifahren erlernte. Am 23. März 1996 debütierte sie im Freestyle-Skiing-Weltcup und erreichte in Hasliberg als jüngste aller Teilnehmerinnen sogleich den dritten Platz. In den zwei folgenden Wintern hatte sie jedoch Mühe, dieses Ergebnis zu bestätigen und kam nie über einen siebten Platz hinaus. Ebenfalls den siebten Platz erreichte sie bei den Olympischen Winterspielen 1998 im heimischen Nagano. In der Saison 1998/99 kamen zwei weitere Podestplätze hinzu, als Vierte im Moguls-Wettbewerb der Weltmeisterschaft 1999 in Hasliberg verpasste sie eine Medaille denkbar knapp.
Drei weitere Podestplätze gab es in der Saison 1999/2000, in der Saison 2000/01 sogar deren vier, doch ein Sieg ließ weiterhin auf sich warten. Hingegen gewann Uemura bei der Weltmeisterschaft 2001 in Whistler die Moguls-Bronzemedaille, während sie in den Dual Moguls Vierte wurde. Auch in der Saison 2001/02 schaffte sie keinen Sieg, trotz zweier weiterer Podestplätze. Bei den Olympischen Winterspielen 2002 platzierte sie sich als Sechste.
Nach mehreren vergeblichen Anläufen gelang Uemura am 18. Januar 2003 in Lake Placid der erste Weltcupsieg, dem sie drei zweite Plätze folgen ließ. Außerdem gewann sie die Goldmedaille bei den Winter-Asienspielen 2003. Eher enttäuschend verlief hingegen die Weltmeisterschaft 2003 in Deer Valley mit einem 14. Platz als bestem Ergebnis. In der Saison 2003/04 erreichte sie erstmals seit 1998 keinen Podestplatz. Erfolgreicher verlief die Saison 2004/05 mit dem zweiten Weltcupsieg in Voss und dem Gewinn der Dual-Moguls-Bronzemedaille bei der Weltmeisterschaft 2005 in Ruka.
Uemuras beste Leistungen in der Saison 2005/06 waren ein dritter Platz im Weltcup sowie der fünfte Platz bei den Olympischen Winterspielen 2006, womit sie auch bei ihrer dritten Olympiateilnahme die angestrebte Medaille verpasste. Verletzungsbedingt konnte sie die Saison 2006/07 erst mit einigen Wochen Verspätung in Angriff nehmen, ein sechster Platz blieb das beste Ergebnis.
Zwar gehörte Uemura seit Jahren zu den besten Athletinnen, doch erst in der Saison 2007/08 gelang ihr der Durchbruch an die absolute Weltspitze. Nach drei Top-10-Ergebnissen zu Beginn der Saison konnte sie sich markant steigern und gewann von Mitte Februar bis Mitte März 2008 fünf Weltcupveranstaltungen in Folge. Mit großem Vorsprung sicherte sie sich die Moguls-Disziplinenwertung im Weltcup und erreichte im Gesamtweltcup den dritten Platz. Zwei weitere Weltcupsiege folgten in der Saison 2008/09, doch hatte sie ihre Vorbereitung ganz auf die abschließende Weltmeisterschaft 2009 in Japan ausgerichtet: In Inawashiro gewann Uemura sowohl in den Moguls als auch in den Dual Moguls die Goldmedaille.
Im Juni 2009 heiratete Uemura den Skirennläufer Kentarō Minagawa. Auch bei ihrer vierten Olympiateilnahme, 2010 in Vancouver, verpasste sie eine Medaille nur knapp und wurde Vierte. In der Weltcupsaison 2011/12 stand sie einmal auf dem Podest, im Winter 2012/13 zweimal, in der Saison ebenfalls einmal. Bei den Olympischen Winterspielen 2014 in Sotschi konnte sie erneut keine Medaille gewinnen und wurde Vierte.
Uemura beendete nach der Saison 2013/14 ihre aktive Karriere.

## Erfolge

### Olympische Spiele
- Nagano 1998: 7. Moguls
- Salt Lake City 2002: 6. Moguls
- Turin 2006: 5. Moguls
- Vancouver 2010: 4. Moguls
- Sotschi 2014: 4. Moguls

### Weltmeisterschaften
- Nagano 1997: 16. Moguls
- Hasliberg 1999: 4. Dual Moguls, 23. Moguls
- Whistler 2001: 3. Moguls, 4. Dual Moguls
- Deer Valley 2003: 14. Moguls, 17. Dual Moguls
- Ruka 2005: 3. Dual Moguls, 4. Moguls
- Madonna di Campiglio 2007: 14. Moguls, 19. Dual Moguls
- Inawashiro 2009: 1. Moguls, 1. Dual Moguls
- Voss 2013: 5. Moguls, 20. Dual Moguls

### Weltcupwertungen
- Saison 1997/98: 8. Dual-Moguls-Weltcup
- Saison 1998/99: 6. Moguls-Weltcup
- Saison 1999/2000: 6. Gesamtweltcup, 4. Moguls-Weltcup, 5. Dual-Moguls-Weltcup
- Saison 2000/01: 4. Gesamtweltcup, 2. Moguls-Weltcup
- Saison 2001/02: 5. Moguls-Weltcup
- Saison 2002/03: 5. Dual-Moguls-Weltcup, 7. Moguls-Weltcup
- Saison 2003/04: 9. Moguls-Weltcup
- Saison 2004/05: 7. Moguls-Weltcup
- Saison 2007/08: 3. Gesamtweltcup, 1. Moguls-Weltcup
- Saison 2008/09: 7. Gesamtweltcup, 5. Moguls-Weltcup
- Saison 2009/10: 7. Moguls-Weltcup
- Saison 2012/13: 7. Moguls-Weltcup

### Weltcupsiege
Uemura errang bis jetzt 36 Podestplätze, davon 10 Siege:
| Datum            | Ort          | Land       | Disziplin   |
| ---------------- | ------------ | ---------- | ----------- |
| 16. Januar 2003  | Lake Placid  | USA        | Moguls      |
| 26. Februar 2005 | Voss         | Norwegen   | Moguls      |
| 16. Februar 2008 | Inawashiro   | Japan      | Moguls      |
| 1. März 2008     | Marienbad    | Tschechien | Moguls      |
| 7. März 2008     | Åre          | Schweden   | Moguls      |
| 8. März 2008     | Åre          | Schweden   | Dual Moguls |
| 15. März 2008    | Valmalenco   | Italien    | Moguls      |
| 24. Januar 2009  | Mont Gabriel | Kanada     | Moguls      |
| 20. Februar 2009 | Voss         | Norwegen   | Moguls      |
| 7. März 2010     | Inawashiro   | Japan      | Moguls      |

### Weitere Erfolge
- Winter-Asienspiele 2003: 1. Moguls
- 4 japanische Meistertitel (Dual Moguls 2004; Moguls 2004, 2006 und 2007)
- 1 Sieg im Europacup
- 1 Sieg im Nor-Am Cup
- 3 Siege im Australia New Zealand Cup